# Wassermühle Doberburg
Die Wassermühle Doberburg ist eine alte Wassermühle in Doberburg (einem Ortsteil von Lieberose in Brandenburg), die heute zur Stromerzeugung genutzt wird.

## Geschichte

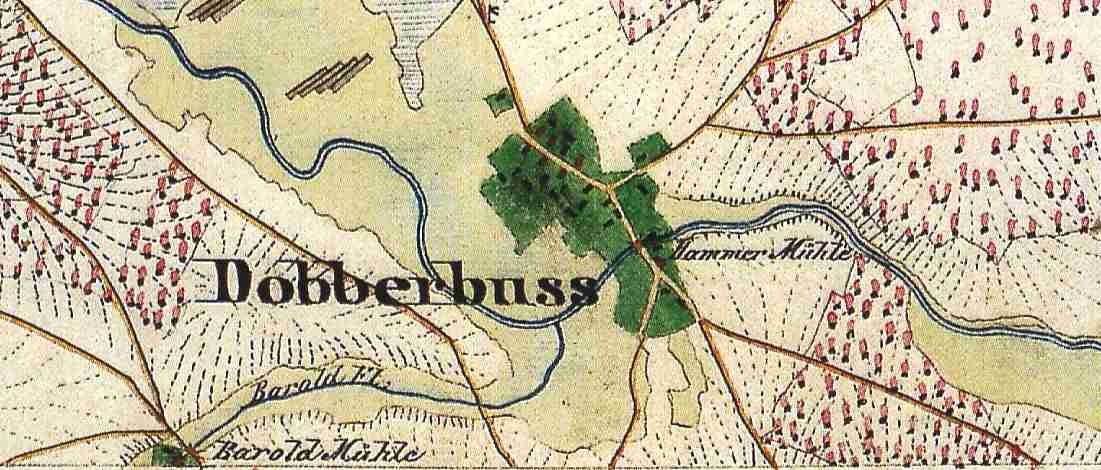
Doberburg, früher Dobberbuss, auf dem Urmesstischblatt 3951 Trebatsch von 1846 mit Hammermühle am Rande des Dorfes und Baroldmühle am unteren Bildrand

Der Ort Doberburg, früher Dobberbuss, gehörte vom Mittelalter bis ins 19. Jahrhundert hinein zur Herrschaft Lieberose, ab dem 17. Jahrhundert Standesherrschaft Lieberose genannt. 1519 wurde die Herrschaft von der Familie v. d. Schulenburg erworben. In der Verkaufsurkunde wurde unter den Bestandteilen der Herrschaft auch Dobberbusch und die Mole daselbst erwähnt. Es kann sich nur um die Wassermühle im Dorf gehandelt haben. Im Schmettauschen Kartenwerk ist beim Dorf ein Eisenhammer verzeichnet. Ein Teil der Herrschaft Lieberose war ein Afterlehen der Familie v. Sternberg. Bei der Inspektion der Sternbergschen Lehen durch den Sternbergschen Beamten Chr. W. Reinisch im Jahr 1774 wird erwähnt, dass es früher im Dorf einen "nützlichen Eisenhammer" gab, der aber "beinah ganz" unter dem damaligen Besitzer Hans Georg v. d. Schulenburg eingegangen sei. Vermutlich wurde der Eisenhammer etwas später wieder als Wassermühle betrieben, denn im Urmesstischblatt von 1846 ist die Hammermühle verzeichnet. Im Topographisch-statistisches Handbuch des Regierungs-Bezirks Frankfurt a. O. von 1867 wird Dobberbuss als Dorf mit einer Wassermühle in der Nähe des Dorfes beschrieben. Die Bahroldmühle wird separat erwähnt.
Die Mühle wurde bis etwa 1912 zum Mahlen von Getreide genutzt und danach in kleinem Umfang auch zur Stromerzeugung. Angetrieben wurde sie ursprünglich über ein unterschlächtiges Mühlrad. Um 1960 musste die Mühle zugunsten der größeren Volkseigenen Mühlenbetriebe stillgelegt werden. Nach der Wende wurde die Mühle 1993 von der Familie Mechler zur Stromerzeugung reaktiviert.

## Betrieb

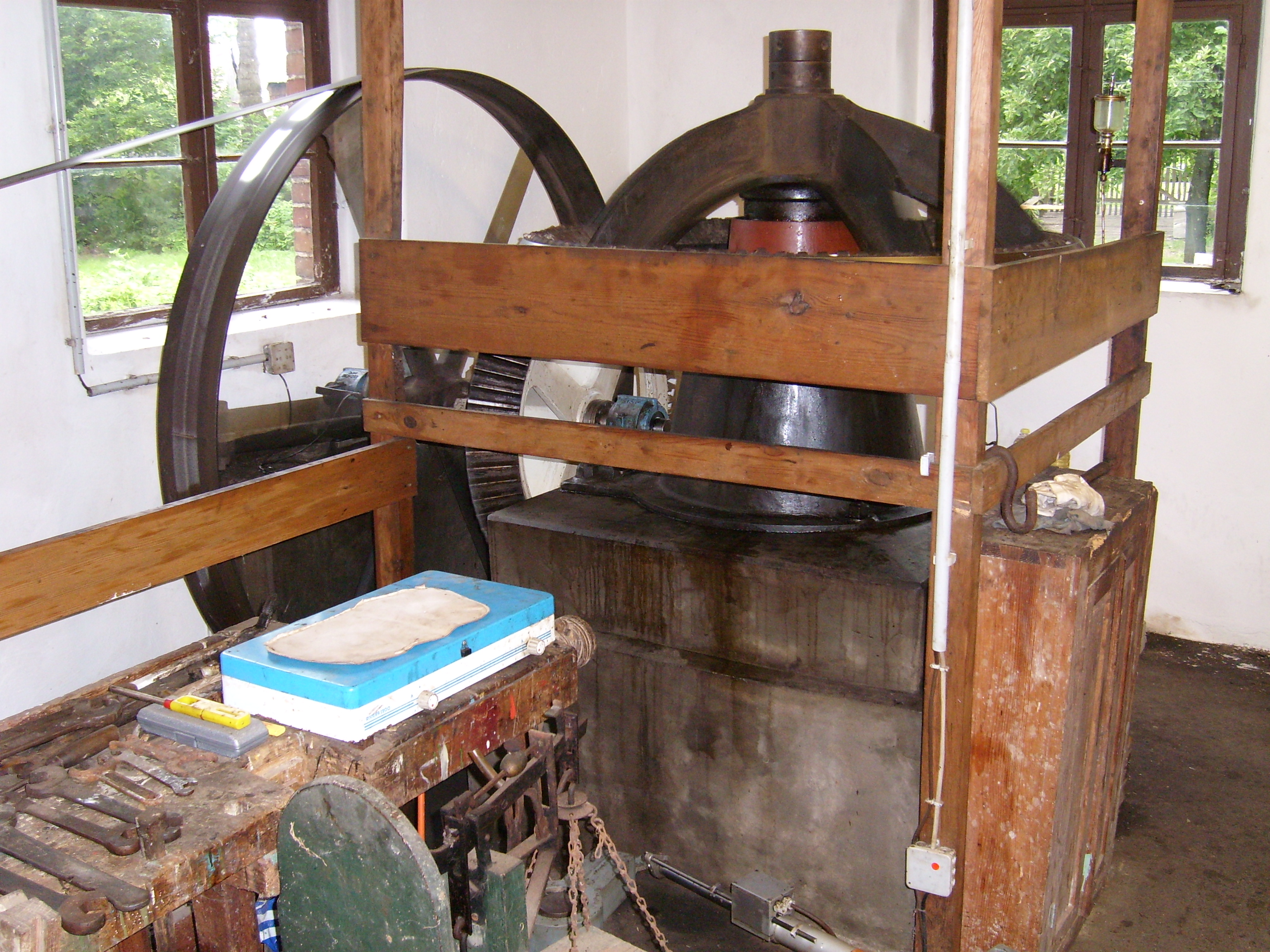
Getriebe

Die Wasserkraft des Doberburger Mühlenfließes wird über ein Zahnrad, das mit bis zu 64 Umdrehungen pro Minute läuft, ein weiteres Zahnrad und einen Treibriemen auf den Stromgenerator übertragen, der bei einem Wasserdurchfluss von etwa 1000 l/s (= 1 m3/s) die volle Leistung von 11 Kilowatt erbringt. Die elektrische Energie wird dann in das Ortsnetz eingespeist. Falls das Fließ mehr Wasser führt, muss die Durchflussmenge durch Öffnung des Freilaufes reduziert werden. Falls das Fließ weniger Wasser führt, kann dies nur für einen sehr geringen Zeitraum durch vor der Mühle angestautes Wasser ausgeglichen werden, da das Staurecht nur eine Anstauung bis zur 70-Zentimeter-Marke erlaubt, so dass danach entsprechend weniger Energie generiert werden kann.

## Schleusenkanal

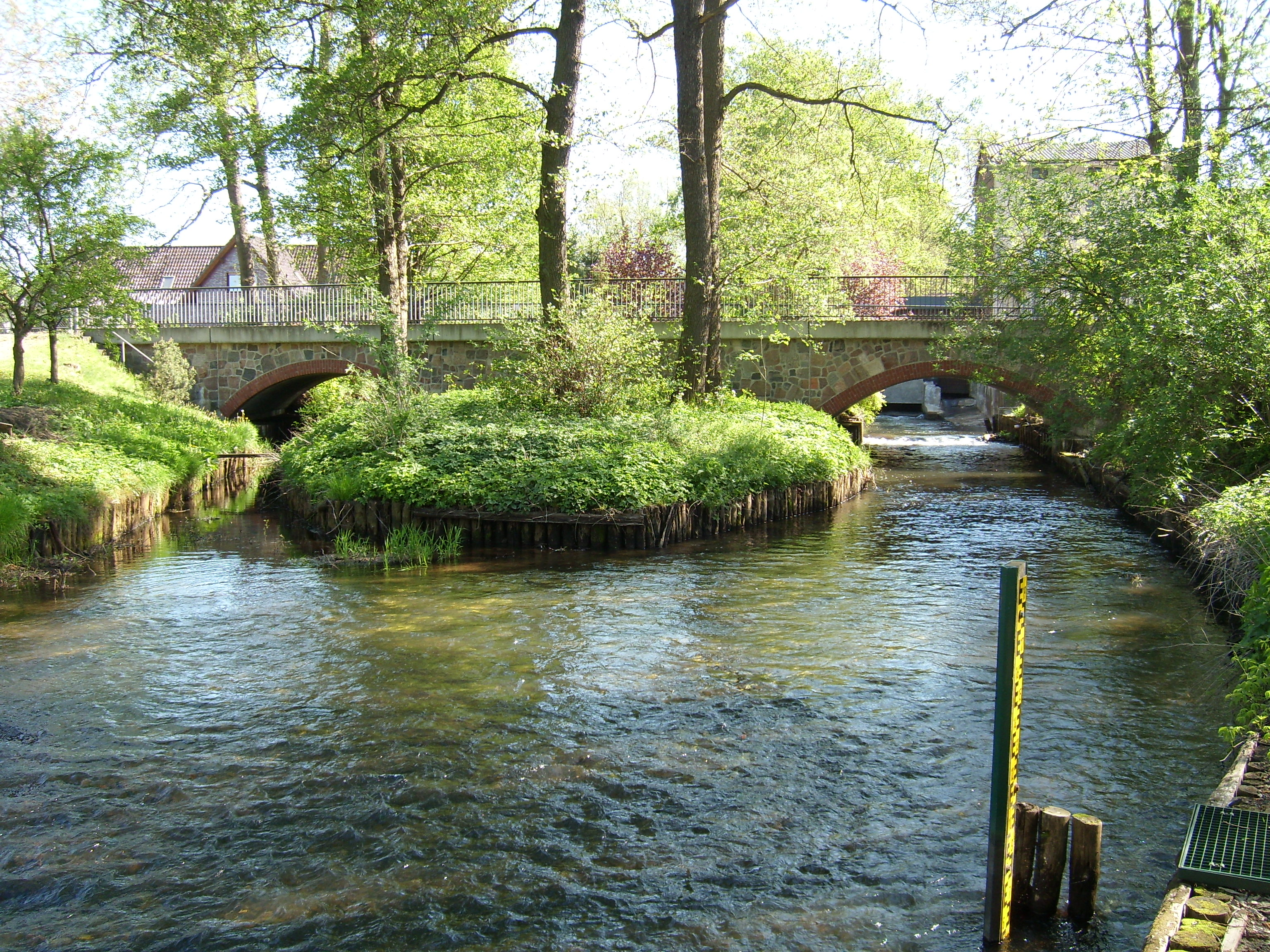
Rechts das aus der Mühle kommende Wasser des Mühlenfließes; links das durch den ehemaligen Schleusenkanal kommende Wasser

Da das Fließ inklusive des Freilaufs unterhalb des Mühlengebäudes verläuft und somit nicht schiffbar ist, wurde zu Zeiten des Torfstechergewerbes ein Schleusenkanal für die Torfkähne zur Umgehung der Mühle angelegt. Der Schleusenkanal ist heute teilweise verrohrt, führt nur noch wenig Wasser und ist selbst nicht mehr schiffbar.